# Murieta
Murieta ist ein nordspanisches Dorf und eine Gemeinde (municipio) mit 344 Einwohnern (Stand: 2024) im Süden der Autonomen Gemeinschaft Navarra.

## Lage und Klima
Murieta liegt gut 48 km (Fahrtstrecke) westsüdwestlich von Pamplona bzw. ca. 31 km nordöstlich von Logroño in einer Höhe von ca. 465 m am Ega. Das Klima ist gemäßigt bis warm; Regen (830 mm/Jahr) fällt überwiegend im Winterhalbjahr.

## Bevölkerungsentwicklung
| Jahr      | 1970 | 1981 | 1991 | 2001 | 2011 | 2021 |
| Einwohner | 249  | 241  | 284  | 274  | 349  | 359  |

## Sehenswürdigkeiten

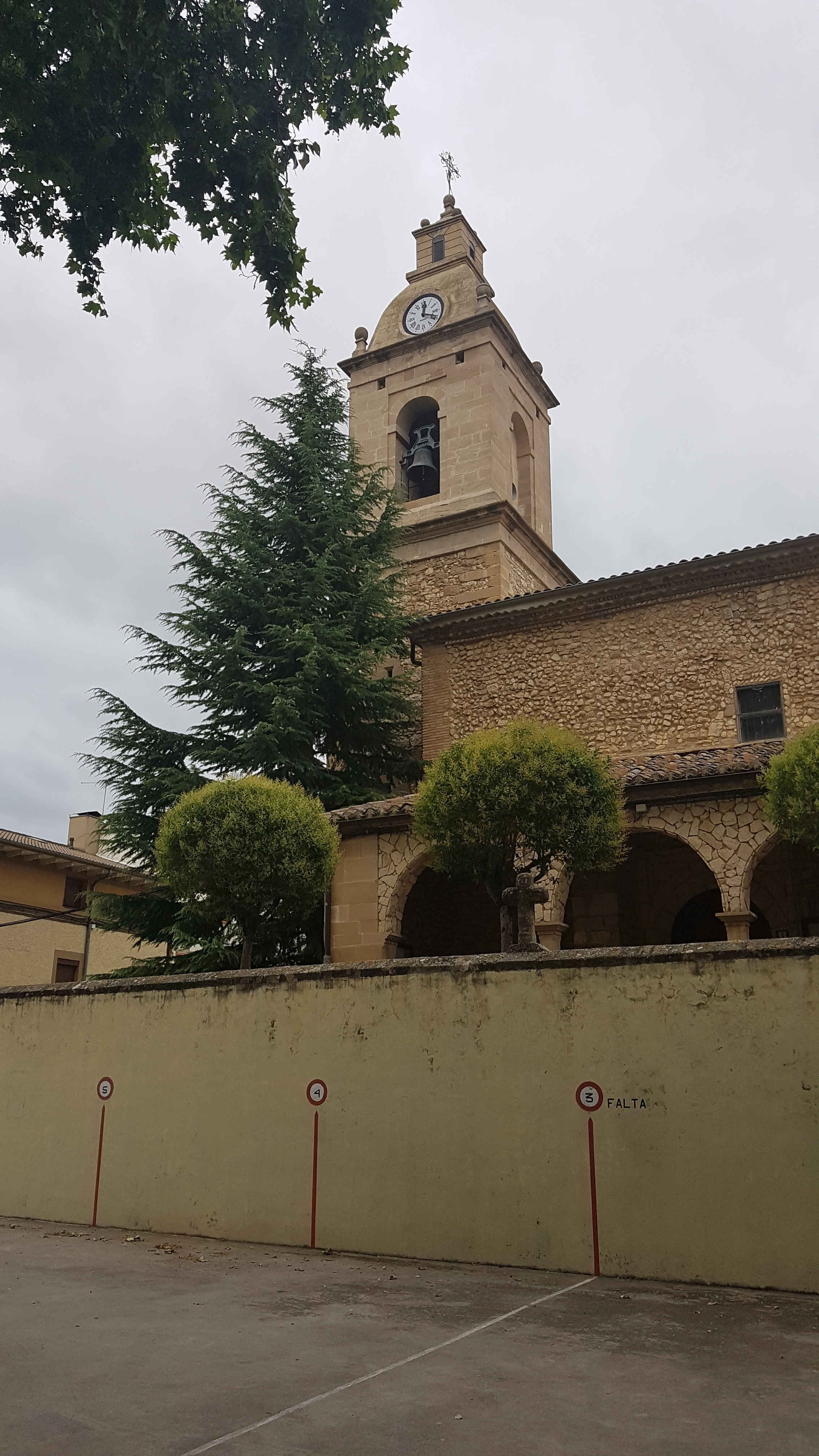
Stephanuskirche
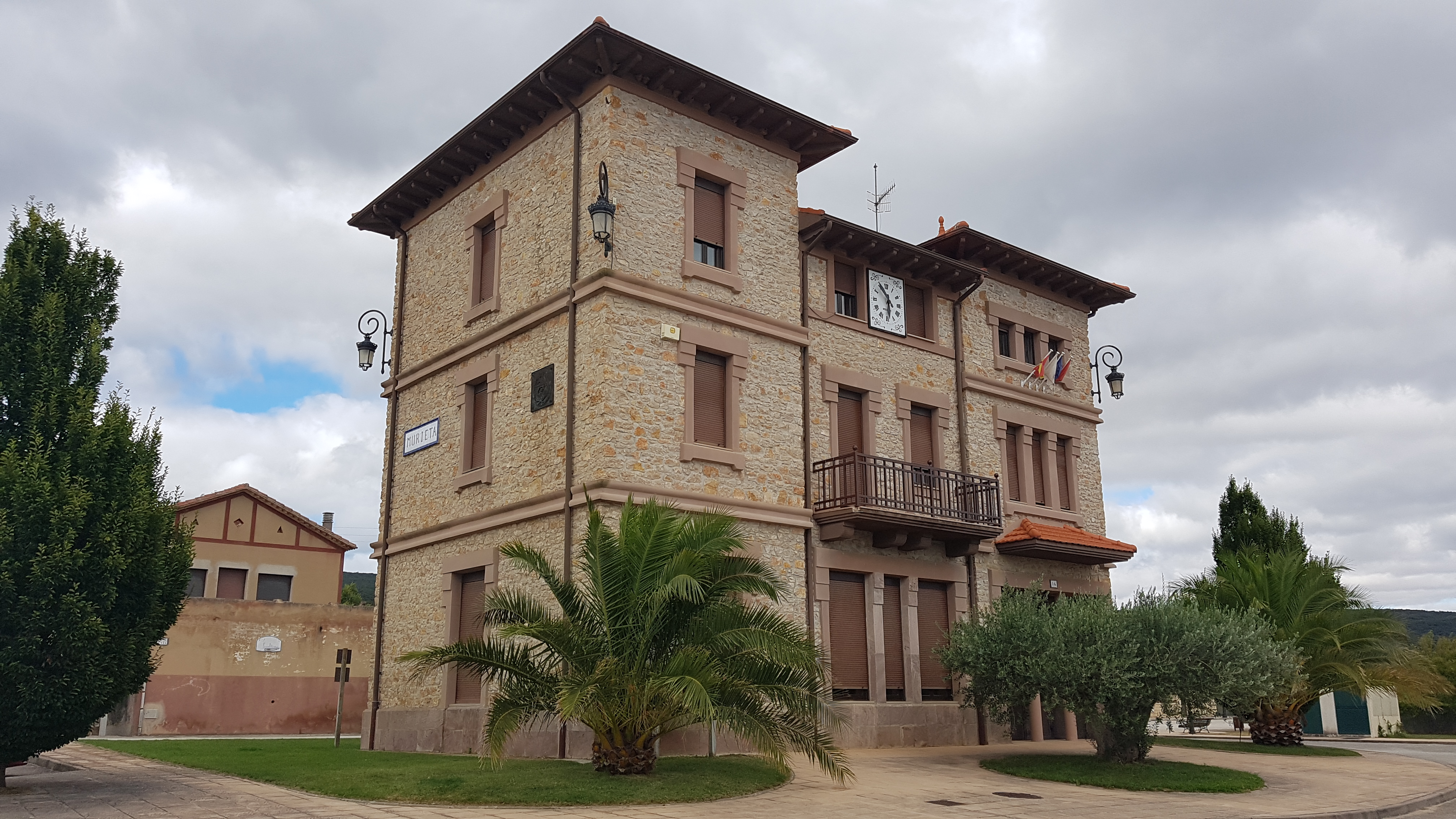
Rathaus

- Stephanuskirche
- Rathaus